# La morte dei re
La morte dei re (Death of Kings) è il sesto libro della collana "Le storie dei re sassoni" di Bernard Cornwell. È stato pubblicato nel 2011 in Gran Bretagna ed è uscito in Italia l'anno successivo.
Il libro è stato tradotto in tedesco, danese, ungherese, svedese, norvegese, neogreco, finlandese, spagnolo, ceco, russo, francese, polacco e italiano. 

## Trama
La storia si svolge circa un anno e mezzo dopo che Uthred ha distrutto la flotta di Haesten a Beamflot e ucciso Skade. Per ricompensarlo dei suoi servigi Alfredo gli ha concesso una piccola proprietà terriera in Mercia, che tuttavia non è sufficiente a garantire a Uthred una vita agiata e a mettere insieme un esercito per riconquistare Bebbanburg a suo zio Ælfric. Nel frattempo Uthred è diventato l'amante di Æthelflaed, guadagnandosi così l'odio di suo cugino Ælthered di Mercia.

## Edizioni
- Bernard Cornwell, La morte dei re, traduzione di Donatella Cerutti Pini, La Gaja scienza, Longanesi, 11 ottobre 2012,  p. 415, ISBN 9788830433922.
- Bernard Cornwell, La morte dei re, traduzione di Donatella Cerutti Pini, Teadue, TEA, 2013,  p. 416, ISBN 9788850232499.
- Bernard Cornwell, La morte dei re, traduzione di Donatella Cerutti Pini, Tea più, TEA, 14 novembre 2019,  p. 416, ISBN 9788850255672.